# Suthora
Suthora és un gènere d'ocells de la família dels paradoxornítids (Paradoxornithidae), tot i que sovint encara se'l troba classificat amb els sílvids (Sylviidae).

## Taxonomia
Els seus membres anteriorment es classificaven en el gènere Paradoxornis i Suthora no es va establí fins al 2009. Aleshores estava a la família dels sílvids (Sylviidae). Però el Congrés Ornitològic Internacional, en la seva llista mundial d'ocells (versió 10.2, 2020) el transferí finalment a la família dels paradoxornítids (Paradoxornithidae). Tanmateix, el Handook of the Birds of the World i la quarta versió de la BirdLife International Checklist of the birds of the world (Desembre 2019), aquest tàxon apareix classificat encara dins de la família dels sílvids.
Segons la Classificació del Congrés Ornitològic Internacional (versió 11.1, 2021) aquest gènere conté 3 espècies:
- Suthora fulvifrons - Paradoxornis lleonat.
- Suthora nipalensis - Paradoxornis gorjanegre.
- Suthora verreauxi - Paradoxornis de Verreaux.